# ヴェレーナ・レーヴェンスベルク
ヴェレーナ・レーウェンスベルク (Verena Loewensberg 1912年5月28日－1912年5月28日）May 28, 1912 – April 27, 1986)はスイスの画家、グラフィックデザイナー。
1921年、5月28日、チューリッヒ生まれ。バーゼル工芸学校（Gewerbeschule Basel）で学んだ後、アッペンツェルで機織り職人として職業訓練を受ける。

デザイナーのHans Corayと結婚。2人の子供をもうけるが、1949年に離婚。 1953年にAlfons Wickartと再婚
マックス・ビル夫妻と生涯にわたり親交があった。
1936年に初めて具体主義（コンクリート・アート）による絵画を作成。1937年にチューリッヒの具体主義者を中心に結成された現代美術協会の立ち上げに協力。レーヴェンスベルクはマックスビル、カミーユ・グレーザー、リヒャルト・パウル・ローゼに協力し、彼らのグループ展示の成功に寄与した。
1964年にジャズレコード店City Discoutを開店したが1970年に閉店。
1968年4月27日にチューリッヒで死去

## 展示
1936年、チューリッヒ美術館で開催された Zeitprobleme in der Schweizer Malerei und Plastik展に参加。2012年にヴィンタートゥール美術館でレーヴェンスベルク回顧展が開催された。2021年にポンピドゥーセンターで開催された Women in Abstraction展にてレーヴェンスベルの作品が紹介された。